# 念珠
念珠，又稱唸珠、數珠，主要是指一些宗教在祈禱、歌頌、唸經、唸咒或靈修時所用的物品，一般在各種傳統宗教成員如基督教（天主教會、東正教會、聖公會等）、道教、伊斯蘭教、印度教、佛教、苯教、錫克教和巴哈伊教中使用。在宗教里多数用于祈禱、歌頌或靈修，如在天主教會裡用念珠誦念玫瑰經和在伊斯蘭教里的Dhikr。他們可能也可用於冥想，以此获得神灵的保护或身心的放鬆。

## 作用
念珠對他們的使用者可能有物理、形而上學和心理的作用。由於数珠由手指的拨动，它們允許使用者记录多少自己已經重复过的事，從而使更加专注于自己投入的活动。

## 构造
念珠有不同的外形，多数是球形、圆柱体、片状等，主要是手指容易拨动的外形。有些念珠表面会有精美的雕刻、镂空、镶嵌、彩绘。
珠子的数目取决于宗教及念珠的作用。東正教是30+3、50+5、或100；天主教是50+4+5  伊斯兰教是99、33或者34颗。佛教、印度教是108颗，或者27颗。锡克教是108颗。巴哈伊教是19或95颗外加5颗。但主要会有以下组成：
- 子珠，用以计数的珠子。
- 母珠，用以分隔一組数目的子珠。伊斯兰教使用的念珠结构上一般不会有母珠
- 隔珠，又称作“间隔珠”、“間珠”、“节珠”或“数取”。多用来将子珠平均分隔开。
- 穿绳，用以穿起所以珠子。
- 开始点，如佛塔、十字架，作用念經時的开始和終結

## 材料
念珠由不同原料串成，但是会根据不同宗教的要求、禁戒以及使用者可以获取的材料有所不同：

- 植物類：菩提子、無患子、金刚子、莲子、琥珀、蜜蠟、檀木、柳木、龙柏、桃核、玉米种子等。
- 動物類：象牙、珍珠、珊瑚、海螺、硨磲、人头骨、皮革、羊毛等。
- 礦石類：水晶、玛瑙、翡翠、隕石(天鐵)、碧璽等。
- 金屬類：金、銀、銅、鐵、不鏽鋼等。
- 人造材料類：塑料、人造樹脂、人造水晶、玻璃、琉璃、陶瓷等。

## 起源
根据念珠的计数的使用目的来看，应该起源于人类的结绳记事。从各个宗教活动的使用来看南亚是最早出现念珠的地区。
早期使用的念珠可以追溯到印度教，被稱為贾帕 马拉Japa mala。Japa是重複的名稱神或口頭禪。馬拉（梵文：माला ; mālā）的意思是“花環”或“花圈”。
念珠不是佛教所創，在佛陀時代所制的律儀無念珠的記戴，亦不包括在頭陀十八物中。而佛經記戴念珠多出於後期的大乘佛教經典，南傳佛教徒較少有持珠。

## 不同宗教使用的念珠

### 道教
道教用念珠的記載最早出南宋白玉蟾《道學自勉文》，記載葛洪曾用念珠的文字。
《道學自勉文》：「司马子微初学仙时，以瓦砾百片置于案前，每读一卷《度人经》，则移瓦一片于案下，每日自刻课经百卷。如此勤苦久而行之，位至上清定箓太霄丹元真人。又如葛孝先初炼丹时，常以念珠持于手中，每日坐丹炉边，常念玉帝金号一万遍。如是勤苦，久而行之，位至玉虚紫灵普化元静真人。我辈何人？生于中华，诞于良家。六根既圆，性识聪慧，宜生勤苦之念，早臻太上之阶。乌跃于扶桑，兔飞于广寒，燕归于乌翳，雁度于衡山。羲和驱日月，日月催百年，人生如梦幻，视死如夜眠。几度空搔首，溺志在诗酒，浑不念道业，心猿无所守。吾今划自兹，回首前程路，青春不在来，光阴莫虚度。他日愧视人，寰眼卑宇宙。骑白云，步紫极，始自今日。勉之！勉之！」
《道法會元》卷一七七也有記載：“凡出神，先當煉氣習定，既氣住為神。平坐麵旺方，以手胗係鞋文脈，四動為一息。擎念珠，每一息掐一珠，各量人平常出入，漸漸加之，不要大段費力，恐不便。
明代正統年間，朱綽所著《太極葛仙公傳》，收入《正統道藏》洞玄部譜籙類，其中也有葛洪以唸珠唸玉帝之號的記載。

### 佛教

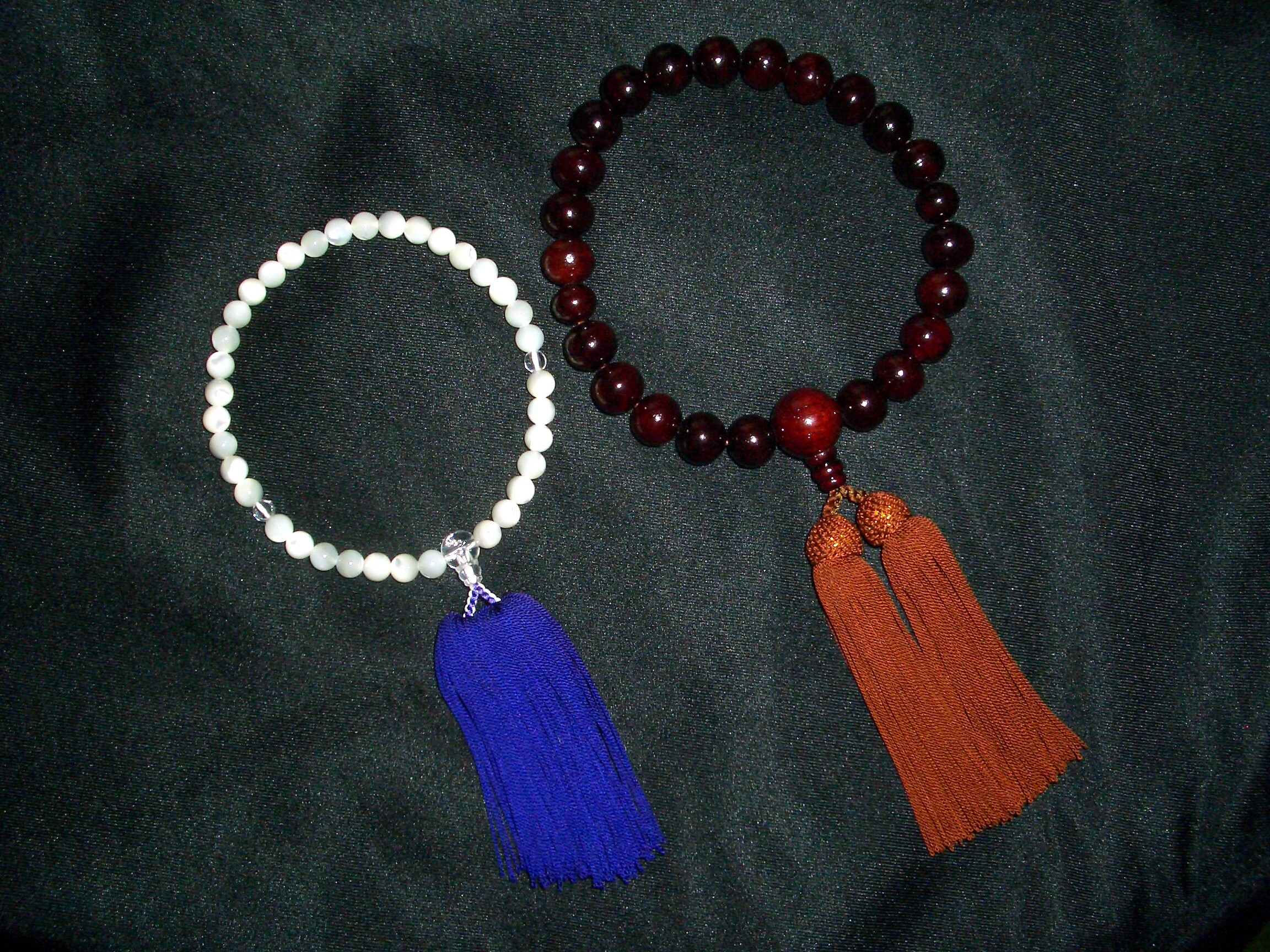
佛教的唸珠（佛珠）

佛教的唸珠亦是礼敬法器的一种。佛教不同的念珠用于作不同法事。念珠珠数为108颗，代表断除108种烦恼，而证得108种三昧。作为修持念咒唸佛时计算数字之用。108粒当作100计。
大正藏中有《佛說木患子經》，相傳唸珠起於波流離王，以無患子做成。相傳此經是東晉時譯出，但譯出人不詳。相傳於梁朝譯出的《牟梨曼陀羅咒經》中提到缽塞莫，註解中說它即是數珠
在漢傳佛教中，唸珠最早的記載起源於唐代淨土宗道綽大師。

### 基督教

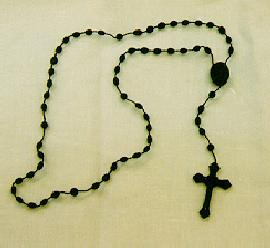
天主教會使用的玫瑰念珠

基督教的唸珠起源来自于第3至5世紀的隱修士。他們每天的工作，主要是誦經祈禱，唸一百五十篇的《聖詠》，不懂拉丁文的修士，便唸《天主經》（又稱為《主禱文》，是《聖經》中耶穌教導的唯一禱告經文。) 來代替，誦唸一五十遍《天主經》代替一百五十篇的《聖詠》。凡遇有同道弟兄的死亡，不能作追思彌撒的應該唸一百五十篇《聖詠》去代替，不會唸《聖詠》的，就該唸《天主經》；文盲的，便唸「耶穌禱告經」（“主耶穌基督，上帝之兒子，憐憫我這個罪人”）。這是一般隱修士們的規矩。誦唸一百多遍的經要有一種方法來計算，隱修士便用繩結、橄欖子、或石塊製成聖珠來唸。他們便稱這種唸珠做「天主經唸珠」(Pater Nostra)。中世紀時，這種「天主經」唸珠仍很盛行，時至今日從塚墓中有時可發掘出這些遺物。
這種「天主經唸珠」後來變成东正教會的念珠,“祈祷绳”和用皮革制成的念珠（俄语：лѣстовка, lestovka; вервица, vervitsa）；和天主教會的玫瑰唸珠，用於唸玫瑰經及慈悲救主串經專用的。基督宗教对于念珠的佩戴较为严肃，通常不可作为饰物挂于颈上。
聖公宗在20世纪80年代也引入了聖公宗禱告念珠这一用品；神学上属信义宗的瑞典教会主教Martin Lönnebo于1995年发明了一种供信义宗信徒祷告用的18粒珠组成的念珠。但神学上偏向加尔文主义的新教一般不使用念珠。福音派甚至反對念珠,他们认为既然《馬太福音》第6章第7节参写道：“你們禱告，不可像外邦人用許多重複話，他們以為話多了必蒙垂聽。”就不应该使用念珠这种工具进行祷告。

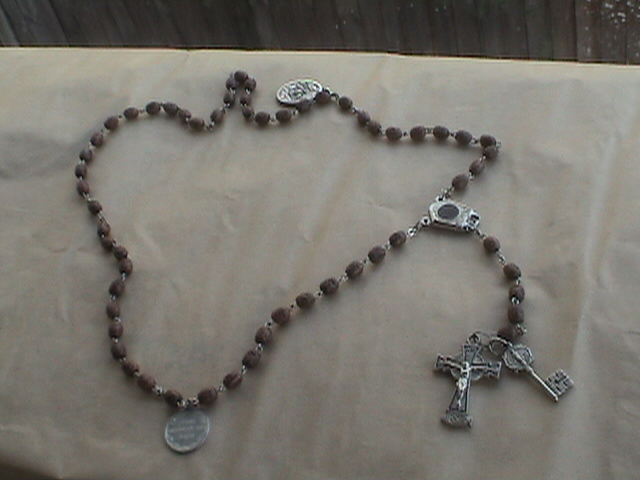
天主教會的玫瑰念珠
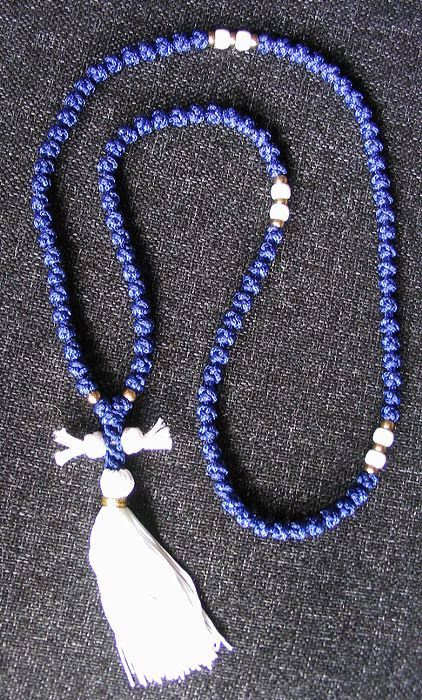
希腊正教会样式的念珠（祈祷绳）
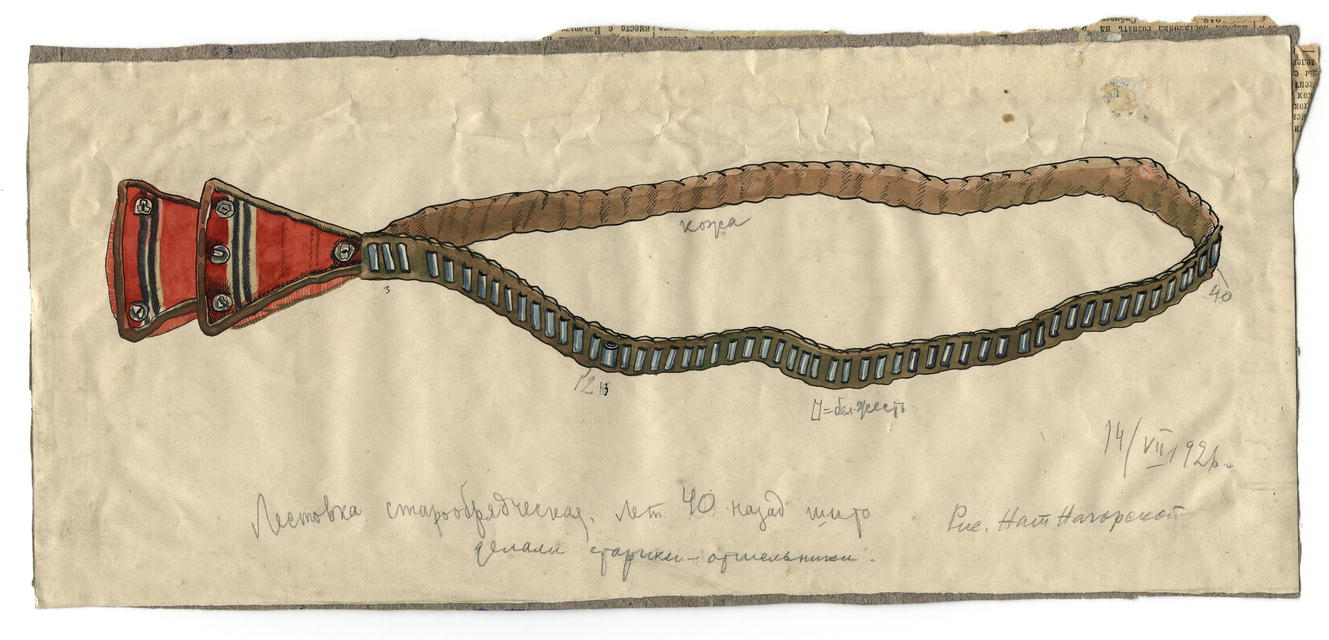
俄罗斯正教会旧礼仪派使用的皮革制祈祷绳
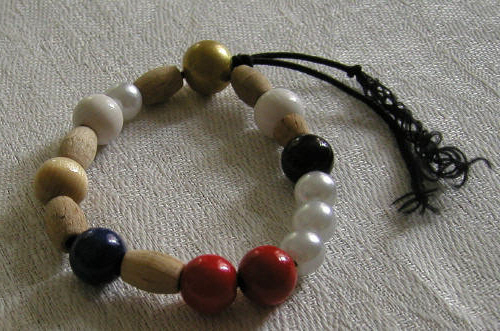
信义宗使用的念珠
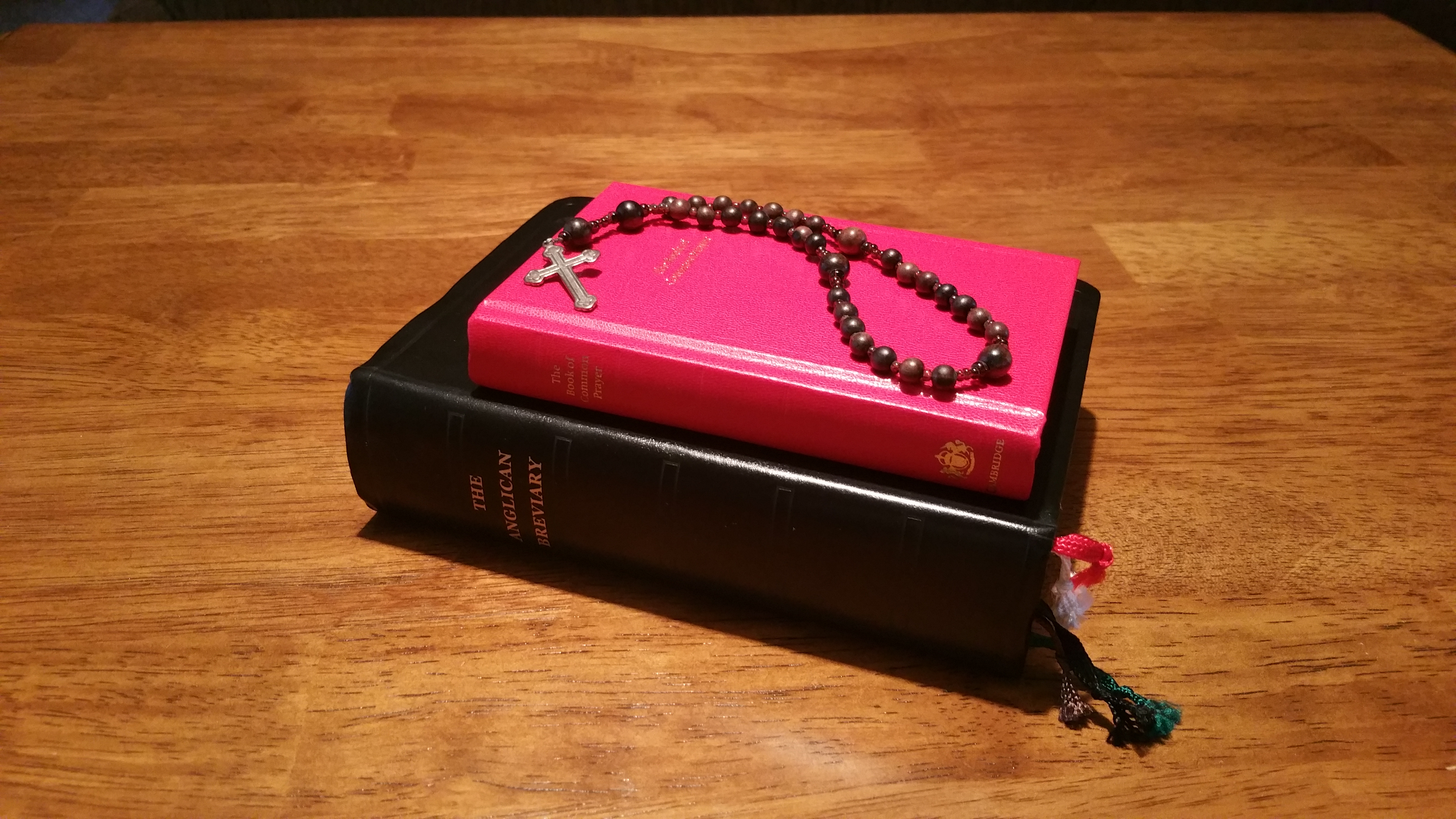
圣公宗（安立甘宗）使用的聖公宗禱告念珠

### 伊斯兰教

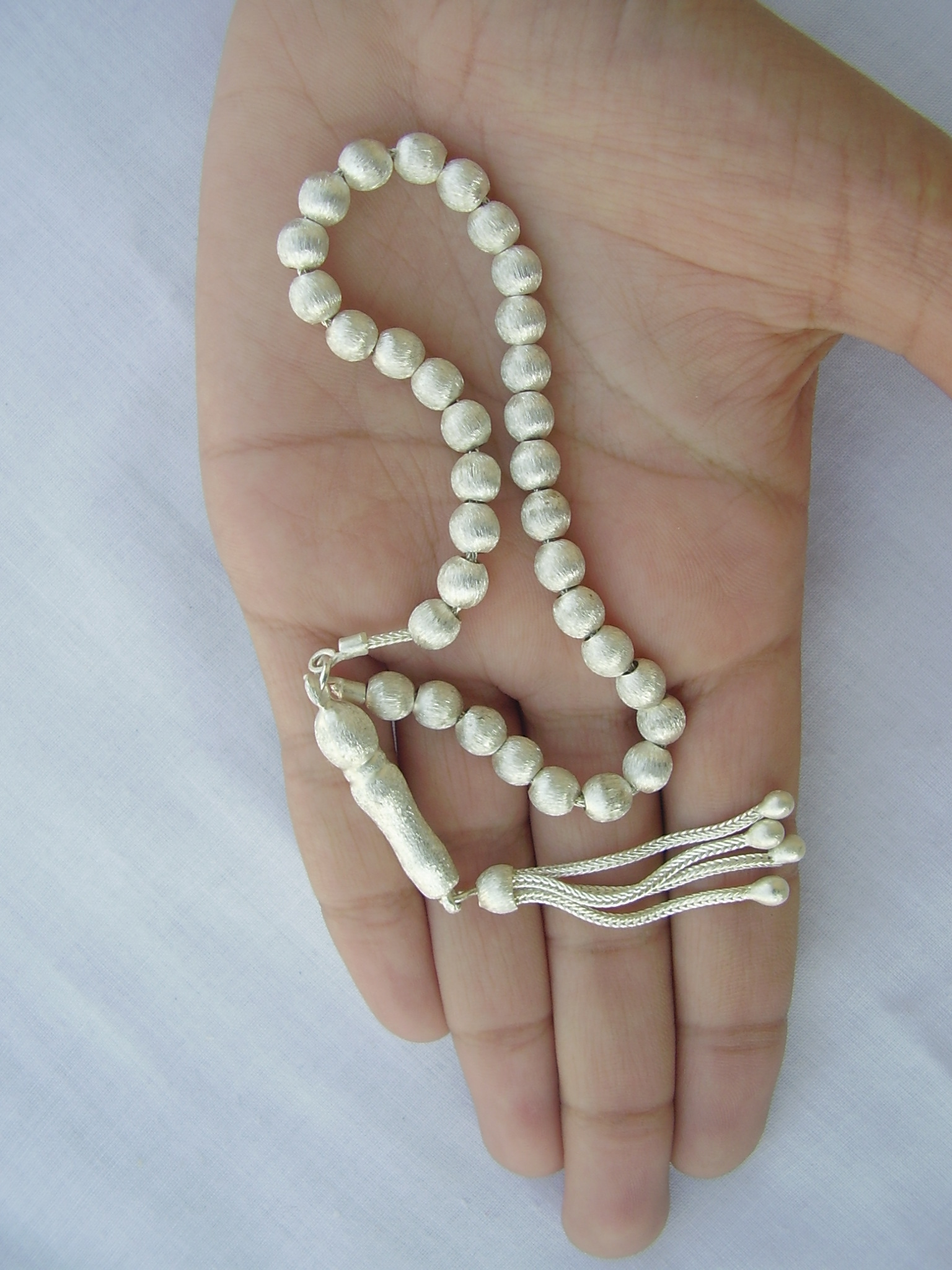
伊斯兰教的念珠（太斯比哈）

伊斯兰教的念珠也称为“赞珠”或“太斯巴哈”，是一种穆斯林的祈祷计数用具。

## 其他
有些沒有宗教信仰的人亦會佩戴唸珠作飾物。
此外，尚有一类挂珠是由佛珠衍化而来的，那便是“朝珠” 。是清代官服上特有的一种饰物。朝珠与普通挂珠的最大的区别在于：朝珠将佛头穗的样式改成了由阔丝带系缀的用银丝珐琅里着的被称作“背云”的大坠子；而弟子珠也移到了胸前，由三串组成。因近世有以仿制朝珠的样式来充当挂珠者，所以在佩戴朝珠样式的挂珠时，应当注意以胸前的三颗隔珠为中心对称，将后背的“背云”紧靠后背中心，而三串弟子珠是左侧一，右侧二的形制。